# Варваровка (Краматорский район)
Варваровка (укр. Варварівка) — село в Андреевской сельской общине Краматорского района Донецкой области Украины.

## Общие сведения
Население по переписи 2001 года составляло 44 человека. Почтовый индекс — 84192. Телефонный код — 626.

## Местная власть
84191, Донецкая область, Краматорский район, с. Андреевка, ул. Мира, 7Б.